# Однажды ночью (телесериал)
«Однажды ночью» (англ. The Night Of) — британо-американский восьмисерийный телевизионный мини-сериал совместного производства HBO и BBC Worldwide, основанный на британском телесериале «Уголовное правосудие» (2008—09). Сценарий к мини-сериалу написали Ричард Прайс и Стивен Заиллян, который затем снял большинство эпизодов. Премьера мини-сериала «Однажды ночью» состоялась 10 июля 2016 года, а первый эпизод был показан 24 июня 2016 года на телеканале HBO on Demand.

## В ролях

### Основной состав
- Джон Туртурро — Джон Стоун, адвокат Насира Хана[3]
- Риз Ахмед — Насир «Наз» Хан, пакистано-американский студент, обвинённый в убийстве девушки в Верхнем Вест-Сайде, Нью-Йорк[3]
- Майкл Кеннет Уильямс — Фредди Найт, влиятельный заключённый на острове Райкерс[3]
- Билл Кэмп — Деннис Бокс, детектив работающий над делом Наза[3]
- Джинни Берлин — Хелен Вайс, окружной прокурор, работающих над делом Наза[3]
- Пейман Маади — Салим Хан, отец Насира[3]
- Пурна Джаганнатан — Сафар Хан, мать Насира[3]
- Гленн Хидли — Элисон Кроу, адвокат, которая представляет Насира Хана[3]
- Амара Каран[англ.] — Чандра Капур, сотрудница Элисон Кроу[3]
- Эшли «Bashy» Томас[англ.] — Кэлвин Харт, заключённый на острове Райкерс
- Пол Спаркс — Дон Тейлор, отчим Андреа[4]
- София Блэк-Д’Элия — Андреа, убитая девушка[7]
- Афтон Уильямсон[англ.] — офицер Уиггинс, работающая в 21 округе
- Бен Шенкман — сержант Кляйн, работающий в 21 округе
- Чип Циен[англ.] — доктор Кац, фотограф[4]
- Пауло Костанцо — Рэй Хэлли, CPA
- Нед Айзенберг[англ.] — Лоуренс Фелдер, судья
- Кирк «Sticky Fingaz» Джонс — заключённый на острове Райкерс
- Гленн Флешлер — судья Рот
- Мохаммад Бакри[англ.] — Тарик, водитель такси и коллега Салима
- Набил Элухаби[англ.] — Юсуф, водитель такси и коллега Салима

### Приглашённые актёры
- Фрэнк Ридли[англ.] — Джерри[3]
- Джефф Уинкотт — детектив Лукас[3]
- Лорд Джамар[англ.] — Тино
- Ария Гарамани — Амир Фарик
- Сиам Лафи — Хасан Хан
- Макс Каселла[англ.]— Эдгар[4]
- Дж. Д. Уильямс — Тревор Уильямс[3]

## Производство
19 сентября 2012 года, было объявлено, что HBO заказало пилотный эпизод, основанный на британском телесериале «Уголовное правосудие». Джеймс Гандольфини должен был исполнить главную роль, Ричард Прайс стал сценаристом, а Стивен Заиллян — режиссёром. 19 февраля 2013 года, телеканал HBO одобрил проект. Однако, 13 мая 2013 года, HBO изменил мнение, заказав «Уголовное правосудие» в качестве семи-серийного мини-сериала. После смерти Гандольфини 19 июня 2013 года, было сообщено, что в память о нём съёмки мини-сериала будут продолжены, а место Гандольфини займёт Роберт Де Ниро. 21 апреля 2014 года, Джон Туртурро заменил Де Ниро из-за конфликтов в его расписании и графиках съёмок. 11 марта 2016 года, было объявлено, что премьера проекта состоится летом 2016 года под названием «Однажды ночью». Гандольфини посмертно указан в титрах в качестве исполнительного продюсера.
В июле 2016 года Стивен Заиллян прокомментировал возможность второго сезона следующим образом: «Мы думаем об этом и если мы придумаем что-то, что покажется нам стоящим, мы сделаем это. Он был задуман как один сезон. Конечно же, всегда можно сделать другой сезон на другую тему».

## Эпизоды
| № | Название                                | Режиссёр       | Телесценарий                  | Показ в США                              | Зрители США (миллионы) |
| --- | --------------------------------------- | -------------- | ----------------------------- | ---------------------------------------- | ---------------------- |
| 1 | «Пляж» «The Beach»                      | Стивен Заиллян | Ричард Прайс                  | 24 июня 2016 (онлайн) 10 июля 2016 (HBO) | 0,774                  |
| Насир «Наз» Хан — наивный пакистано-американский студент колледжа в Квинсе, Нью-Йорк. Однажды ночью, взяв такси своего отца с целью попасть на популярную вечеринку, Наз подбирает девушку по имени Андреа. После полной секса и наркотиков ночи с этой девушкой, Наз просыпается и находит её заколотой насмерть; он не помнит того, что произошло. Наз покидает место преступления, но вскоре после этого, его арестовывают за незначительное нарушение правил дорожного движения. В участке, он сбрасывает звонки от своих родителей на мобильный телефон, хотя те беспокоятся о нём и пытаются с ним связаться. При обыске, в кармане Наза полицейские находят нож, совпадающий с подозреваемым орудием убийства, а свидетели его опознают. Его допрашивает детектив Деннис Бокс. В конечном итоге, Наз просит адвоката, но ему отказывают до тех пор, пока о деле не услышал адвокат Джон Стоун, который решает представлять интересы Наза. |                                         |                |                               |                                          |                        |
| 2 | «Хитрый зверь» «Subtle Beast»           | Стивен Заиллян | Ричард Прайс                  | 17 июля 2016                             | 1,28                   |
| Стоун продолжает говорить Назу, чтобы он перестал говорить ему «правду» о том, что произошло, и чтобы он помалкивал. Детектив Бокс возвращается на место преступления, чтобы собрать больше улик. Он звонит Дону Тейлору, отчиму Андреа, чтобы он пришёл и опознал тело. Детектив Бокс допрашивает его, чтобы получить любую возможную информацию. Родители навещают Наза в участке, их разговор записывается. Детектив Бокс снова разговаривает с Назом, и когда Наз не признаётся, он обвиняет его в убийстве. Наза отправляют в изолятор временного содержания Манхэттена, затем на предварительное слушание, где он не признаёт себя виновным, и наконец на остров Райкерс, в ожидании предъявления иска. |                                         |                |                               |                                          |                        |
| 3 | «Тёмная клеть» «A Dark Crate»           | Стивен Заиллян | Ричард Прайс                  | 24 июля 2016                             | 1,20                   |
| Наз находится на остров Райкерс. Адвокат Наза, Стоун, говорит с его родителями относительно оплаты юридических услуг и просит за свои услуги фиксированную сумму в 50 000 долларов. Родители не могут позволить себе заплатить такую сумму. В это время, ещё один адвокат, Элисон Кроу, заинтересованная вниманием к этому делу СМИ, предлагает Ханам свои услуги pro bono. Отец Наза, который владеет автомобилем такси совместно с двумя другими таксистами, не может работать, поскольку машина является уликой. Единственной возможностью получить автомобиль обратно, было бы обвинение собственного сына в угоне. Стоун посещает Наза в тюрьме и тот сообщает ему, что он больше не его адвокат. Фредди, заключенный с особыми привилегиями, предлагает Назу свою защиту, но тот отказывается. Ночью, Наз отлучается в ванную комнату, а когда возвращается, он обнаруживает, что его кровать подожжена. |                                         |                |                               |                                          |                        |
| 4 | «Искусство войны» «The Art of War»      | Джеймс Марш    | Ричард Прайс                  | 31 июля 2016                             | 1,34                   |
| После того, как руку Наза поранил один из заключённых, он снова встречает Фредди. Фредди опять изъявляет желание помочь Назу, аргументируя это тем, что интеллигентность Наза его вдохновляет. Позже Наз становится свидетелем того, как Фредди до смерти избивает заключённого в тренажёрном зале. В это же время, Стоун присутствует на похоронах Андреа, где узнаёт о том, что она посещала реабилитационный наркологический центр. Он подкупает сотрудника центра по имени Эдгар и получает доступ к её досье. Элисон Кроу встречается с Назом и пытается убедить его подписать со следствием соглашение о признании вины в обмен на переквалификацию обвинения в непредумышленное убийство и 15-летний срок. Однако, помощник Кроу, Чандра, призывает Наза отказаться от этого предложения. На слушании, Наз отказывается от соглашения и настаивает на своей невиновности. После слушания на Наза нападает заключённый Кэлвин, с которым он подружился ранее и Наз, наконец, решает попросить защиты у Фредди. |                                         |                |                               |                                          |                        |
| 5 | «Время ведьм» «The Season of the Witch» | Стивен Заиллян | Ричард Прайс и Стивен Заиллян | 7 августа 2016                           | 1,37                   |
| Наз, теперь под защитой Фредди, обзаводится сотовым телефоном. Позже, Фредди заманивает Кэлвина в душ с целью отомстить за его нападение на Наза. Наз жестоко избивает Кэлвина. Стоун официально присоединяется к Чандре после договора об оплате. Детектив Бокс делает карту ночных передвижений Наза и показывает её прокурору Хелен Вайс. На кадрах видеонаблюдения Вайс видит, что Наз соглашается взять в качестве пассажира именно Андреа, но не двух мужчин, которые подсаживались до неё. Из этого Вайс делает вывод о том, что Наз преднамеренно согласился подвезти Андреа. Они также обнаружили в анализах Наза амфетамины, которых не было у Андреа. В то же время, Наз проносит в Райкерс героин для Фредди. После полученной от Наза информации о том, что с Тревором был ещё один человек. Тревора Уильямса, одного из свидетелей, вновь вызывают для допроса. Стоун спрашивает у него об этом человеке и узнаёт, что это Дуэйн Рид, человек с криминальным прошлым, который часто хватается за нож. Стоун отправляется за Ридом, но упускает его в процессе погони. |                                         |                |                               |                                          |                        |
| 6 | «Самсон и Далила» «Samson and Delilah»  | Стивен Заиллян | Ричард Прайс и Стивен Заиллян | 14 августа 2016                          | 1,41                   |
| Из-за ситуации с сыном, родители Наза вынуждены браться за любую чёрную работу. Фредди снабжает Наза сотовым телефоном для связи с семьёй, а также для его сдачи в аренду другим заключённым. Детектив Бокс посещает среднюю школу Наза, где узнаёт у тренера баскетбольной команды, что Наз был переведён в другую школу после того, как тот толкнул другого ученика вниз по лестнице — казалось бы, ничем не спровоцированное насилие. Наз объяснил свои действия издевательствами над мусульманами после событий 11-го сентября. Чандра просматривает запись с камер видеонаблюдения на заправке, снятую в ночь убийства, и видит водителя катафалка, который говорил с Андреа, а затем уехал от заправки сразу же за Назом. Чандра находит этого водителя и беседует с ним. Он объяснил свои действия тем, что Андреа показалась ему похожей на грабительницу, похожую на Далилу. Чандре действия водителя кажутся подозрительными. Стоун узнаёт, что Андреа могла позволить себе жить в очень дорогой квартире благодаря наследству её покойной матери Эвелин. Он говорит с финансовым советником Эвелин, который рассказывает ему об отчиме Андреа, Доне, репутация которого испорчена благодаря его романтическим отношениям с пожилыми женщинами из-за денег. Стоун получает информацию, что незадолго до смерти, Андреа отказалась поделиться с Доном наследством Эвелин. Стоун находит Дона в тренажёрном зале, где тот флиртует с другой пожилой женщиной. |                                         |                |                               |                                          |                        |
| 7 | «Обычная смерть» «Ordinary Death»       | Стивен Заиллян | Ричард Прайс и Стивен Заиллян | 21 августа 2016                          | 1,76                   |
| На суде врач, подготовленный прокурором Вайс, даёт заключение о том, что раны на руке Наза являются результатом поножовщины. Однако доктор Кац, другой медицинский эксперт, оспаривает это заключение. Также выяснилось, что Наз травмировал второго ученика в средней школе, а в колледже продавал Аддералл другим студентам с большой выгодой для себя. Стоун получает ещё больше информации о подозрительном Доне и записывается в его тренажёрный зал, с целью попытаться установить слежку. Однако Дону удаётся обнаружить эту попытку и он угрожает Стоуну и его семье, требуя держаться от него подальше. В ходе встречи, Чандра и Наз целуются, о чём Чандра немедленно сожалеет. В это время, Стоуну становятся подозрительными действия детектива Бокса, который забрал ингалятор Наза с места преступления и он вызывает его повесткой. Обсуждая свидетельские показания, Чандра заявляет детективу Боксу, что верит, что он сомневается в виновности Наза. В это время в тюрьме Наз находит совершившего самоубийство молодого заключённого Пити, который продавал себя заключённому по имени Виктор. Наз сообщает об этом Фредди, который убивает Виктора бритвой. |                                         |                |                               |                                          |                        |
| 8 | «Зов природы» «The Call of the Wild»    | Стивен Заиллян | Ричард Прайс и Стивен Заиллян | 28 августа 2016                          | 2,16                   |
| Тревор, Риди, Дэй, и Дон дают показания на суде Наза, где каждый из них заявляет о своей невиновности. Против воли своего адвоката, Наз также даёт показания, и это не идёт ему на пользу; он забывает некоторые детали и даже выражает сомнения по поводу его собственной невиновности. Фредди посылает Стоуну запись поцелуя Наза и Чандры, в надежде спровоцировать судебное разбирательство, в ходе которого были допущены нарушения процессуальных норм. Но это приводит лишь к тому, что Кроу увольняет Чандру и Стоун становится ведущим адвокатом Наза. В то же время, детектив Бокс узнаёт от службы безопасности, что Андреа следила за мужчиной, которого Бокс, в конечном итоге, идентифицирует как Рэя Хэлли, финансового консультанта Эвелин. Хэлли, как оказалось, был бойфрендом Андреа и был замечен на месте преступления. После разговора с Хэлли, Бокс приносит доказательства прокурору Вайс, но она хочет продолжить суд на Назом. Присяжные заходят в тупик, однако Вайс, в конечном итоге, закрывает дело, что приводит к свободе Наза. Бокс и Вайс начинают преследование Хэлли. Наз возвращается домой, где создаёт напряженные отношения с семьёй и друзьями, поскольку продолжает жить своими тюремными привычками, включая употребление наркотиков. Стоун идёт на встречу со своим следующим потенциальным клиентом. |                                         |                |                               |                                          |                        |

## Отзывы и оценки
«Однажды ночью» получил похвалу от критиков. На сайте Metacritic, сериал в настоящее время удерживает рейтинг 90 %, что означает «всеобщее признание», на основе 40 отзывов Он также удерживает рейтинг 96 % на сайте Rotten Tomatoes, со средним рейтингом 8.5/10, на основе 57 отзывов; его консенсус гласит: «„Однажды ночью“ является богато созданной, изысканно выполненной загадкой, которая будет держать зрителей в восторге и оставит их опустошёнными».
Рецензент Джесси Шедин из IGN дал всему мини-сериалу оценку 8.9 из 10, написав: «За небольшим исключением, это лето было не самым лучшим, когда речь идёт о новых телесериалах, что делает краткую трансляцию „Однажды ночью“ ещё более особенной. Этот мини-сериал недалеко ушёл от старой формулы, если вести речь о криминальных драмах, но его отличали поразительный актёрский состав и неослабное, всепроникающее напряжение, что двигало сериал от начала до конца».

## Награды
| Церемония                                                   | Категория                                                                  | Номинант(ы)                                                                  | Результат | Прим.  |
| ----------------------------------------------------------- | -------------------------------------------------------------------------- | ---------------------------------------------------------------------------- | --------- | ------ |
| Премия Американского института киноискусства                | 10 лучших телевизионных программ                                           | «Однажды ночью»                                                              | Победа    | [ 24 ] |
| 74-я церемония «Золотого глобуса»                           | Лучший актёр — мини-сериал или телефильм                                   | Риз Ахмед                                                                    | Номинация | [ 25 ] |
| 74-я церемония «Золотого глобуса»                           | Лучший актёр — мини-сериал или телефильм                                   | Джон Туртурро                                                                | Номинация | [ 25 ] |
| 74-я церемония «Золотого глобуса»                           | Лучший мини-сериал или телефильм                                           | «Однажды ночью»                                                              | Номинация | [ 25 ] |
| 31-я церемония премии Американского общества кинооператоров | Лучшая операторская работа за фильм, мини-сериал или пилот для телевидения | Игорь Мартинович (за «Subtle Beast»)                                         | Победа    | [ 26 ] |
| 69-я церемония премии Гильдии режиссёров Америки            | Лучший режиссёр мини-сериала или телефильма                                | Стивен Заиллян (за «The Beach»)                                              | Победа    | [ 27 ] |
| 28-я церемония премии Гильдии продюсеров Америки            | Лучший продюсер мини-сериала или телефильма                                | Стивен Заиллян, Ричард Прайс, Джейн Трантер, Гаррет Баш, Скотт Фергюсон      | Номинация | [ 28 ] |
| 23-я церемония вручения премии Гильдии киноактёров США      | Лучшая мужская роль в телефильме или мини-сериале                          | Риз Ахмед                                                                    | Номинация | [ 29 ] |
| 23-я церемония вручения премии Гильдии киноактёров США      | Лучшая мужская роль в телефильме или мини-сериале                          | Джон Туртурро                                                                | Номинация | [ 29 ] |
| 67-я церемония премии Американской ассоциации монтажёров    | Лучший монтаж мини-сериала или телефильма                                  | Джэй Кэссиди                                                                 | Номинация | [ 30 ] |
| Премия Общества кинооператоров                              | Кинооператор года — телевидение                                            | Бен Семанофф                                                                 | Номинация | [ 31 ] |
| Церемония «Золотая бобина»                                  | Лучший монтаж звука — мини-сериал или телефильм                            | Сара Штерн, Лучано Виньола, Один Бенитес, Марисса Литтлфилд (за «The Beach») | Победа    | [ 32 ] |
| Премия Британской академии                                  | Лучший международный мини-сериал                                           | «Однажды ночью»                                                              | Номинация | [ 33 ] |
| Премия Пибоди                                               | Лучшая развлекательная программа                                           | «Однажды ночью»                                                              | Номинация | [ 34 ] |